# سیارک ۳۵۵۵
سیارک ۳۵۵۵ (به انگلیسی: 3555 Miyasaka، نامگذاری:1931TC1) سه هزار و پانصد و پنجاه و پنجمین سیارک کشف شده‌است که در ۶ اکتبر ۱۹۳۱ و در هایدلبرگ کشف شد.
قدر مطلق سیارک برابر ۱۲٫۷۰ است.